# Kazakistan's Next Top Model
Kazakistan's Next Top Model (in russo "Я красивая") è un programma televisivo kazako, basato sul reality show di Tyra Banks, America's Next Top Model.

## Edizioni
| Edizione | Première | Vincitrice      | Seconda classificata | Altre concorrenti | Numero di concorrenti | Destinazione internazionale |
| -------- | -------- | --------------- | -------------------- | --- | --------------------- | --------------------------- |
| 1        | 2005     | Altyn Baekenova | Zhanna Saryeva       | Asel Zhautikbaeva, Yana Svirina, Aliya Ukubaeva, Zarina Magazurnova (ritirata), Julianna Sarbasova, Aliya Turekulova, Eugenia Suksina, Oksana Shirokova, Valencia, Saule Zhunusova (ritirata), Irina Pinova, Svetlana Gabdulkhakova, Marina Pinova, Dinara Mendybaeva, Christina Ivanova, Anna Panina | 18                    | Mosca                       |